# Kaukapakapa
La ville de Kaukapakapa est une localité située dans l’île du Nord de la Nouvelle-Zélande.

## Situation
Elle est localisée dans le district de Rodney et est à environ 50 kilomètres (soit 31 miles) au nord-ouest de la cité d’Auckland.

## Accès
La route State Highway 16/S H 16 (en) traverse la ville et la relie à la ville d'Helensville située à environ 12 km (ou 7,5 miles) vers le sud-ouest, avec la rivière Araparera, qui passe à environ 14 km vers le nord. 
La ligne de chemin de fer de la Ligne nord d’Auckland (en) passe aussi à travers la ville de Kaukapakapa. 
La rivière Kaukapakapa s’écoule directement à travers la ville en direction du mouillage de Kaipara Harbour (en) en direction de l’ouest  , .

## Toponymie
"Kaukapakapa" est en langage Māori un nom signifiant "nager en éclaboussant beaucoup" . 
La ville est habituellement connue des habitants locaux sous le nom écourté de "Kaukap".

## Population
La population de Kaukapakapa et du district alentour, était de 2 979 habitants lors du recensement de 2006 en Nouvelle-Zélande, en augmentation de Modèle:Nobrb par rapport à 2001 .

## Histoire
La colonisation européenne du secteur commença en 1860, quand le Gouvernement acheta les terres des Māoris locaux .
Un petit nombre de colons arrivèrent d’Angleterre et d’Écosse, et une église méthodiste fut construite en 1872. 
Un service mensuel par bateau fonctionna entre la ville de Kaukapakapa et le nord de Kaipara à partir de 1863 .
La population du secteur était alors de 311 habitants en 1881. 
La ville se développa à cheval entre les berges nord et sud de la rivière. 
Bien que des routes reliaient les villes de Riverhead, Tauhoa et celle d’Helensville au début des années 1880, celles-ci étaient de mauvaise qualité, et la plupart des accès se faisaient par la rivière .
Les routes étaient toujours essentiellement avec un revêtement de pierre (en) en 1920 .

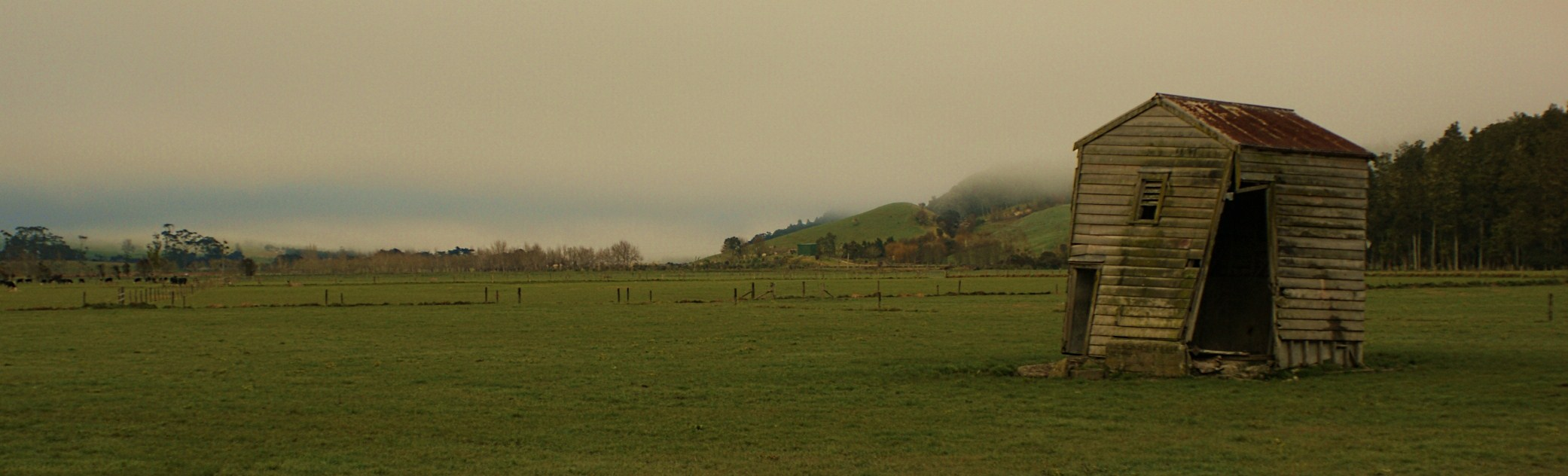
L'aube au niveau de l'ancienne abattoir de Kaukapakapa

## Économie
L'industrie des troncs de kauri fut responsable du développement du secteur, avec le flottage pour descendre les troncs le long de la rivière Kaukapakapa vers le mouillage de Kaipara Harbour (en), où ils étaient chargés sur les bateaux pour l'exportation. 
La recherche de la gomme de kauri (commença en 1873 et continua jusqu'au moins en 1914) , et en 1880 le traitement du flax (en)  fut aussi significatif dans les débuts de l'industrie. 
Un port de chargement fonctionna de 1864 et jusqu'en 1880 .
La ligne de la branche nord d’Auckland (en) atteignit la ville de Kaukapakapa en 1889 . 
Une crémerie fut construite à côté de la gare de chemin de fer pour assurer le développement de l'industrie laitière  , .
La société Genesis Energy avait proposé de construire une centrale électrique au gaz (en) près de la ville de Kaukapakapa. La proposition fut repoussée par l’association dénommée : Kaukapakapa Residents & Ratepayers Association and Kaipara Forest and Bird.

## Éducation
- L’école de Kaukapakapa est une école primaire mixte allant des années 1 à 8, avec un taux de décile de 8 et un effectif de 263 élèves [17]. L’école a fêté son 125 e anniversaire en 1998 [18].

- Kaukapakapa a aussi 2 écoles maternelles (autrefois c’étaient des institutions d'apprentissage) : la Kaukapakapa Pre-School, située près de l’école primaire et le Playcentre localisé dans Macky Road (fondés en 1976) [19].

## Médias
La seule publication locale de Kaukapakapa, dédiée aux nouvelles du secteur et aux évènements locaux, est le Kaukapakapa Kourieré, une newsletter libre, diffusée aux résidents locaux par la poste et aussi disponible en ligne en format PDF .

## Personnalités notables
- Clint Brown (en) – ancien présentateur de la chaîne TV3 News Anchor
- Tony Woodcock , joueur de rugby – titulaire actuel des All Black